# Retzelfembach

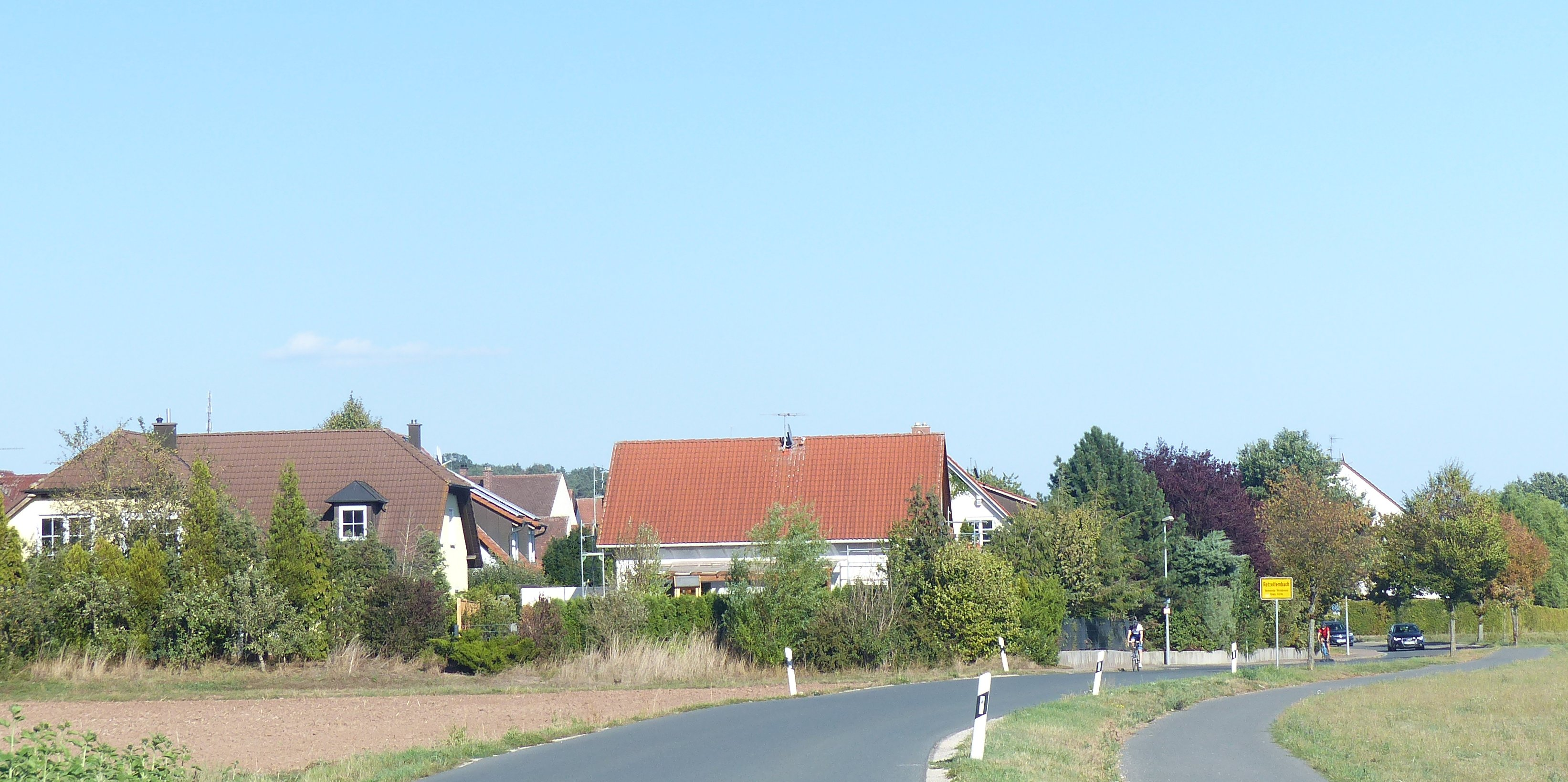
Der Veitsbronner Gemeindeteil Retzelfembach

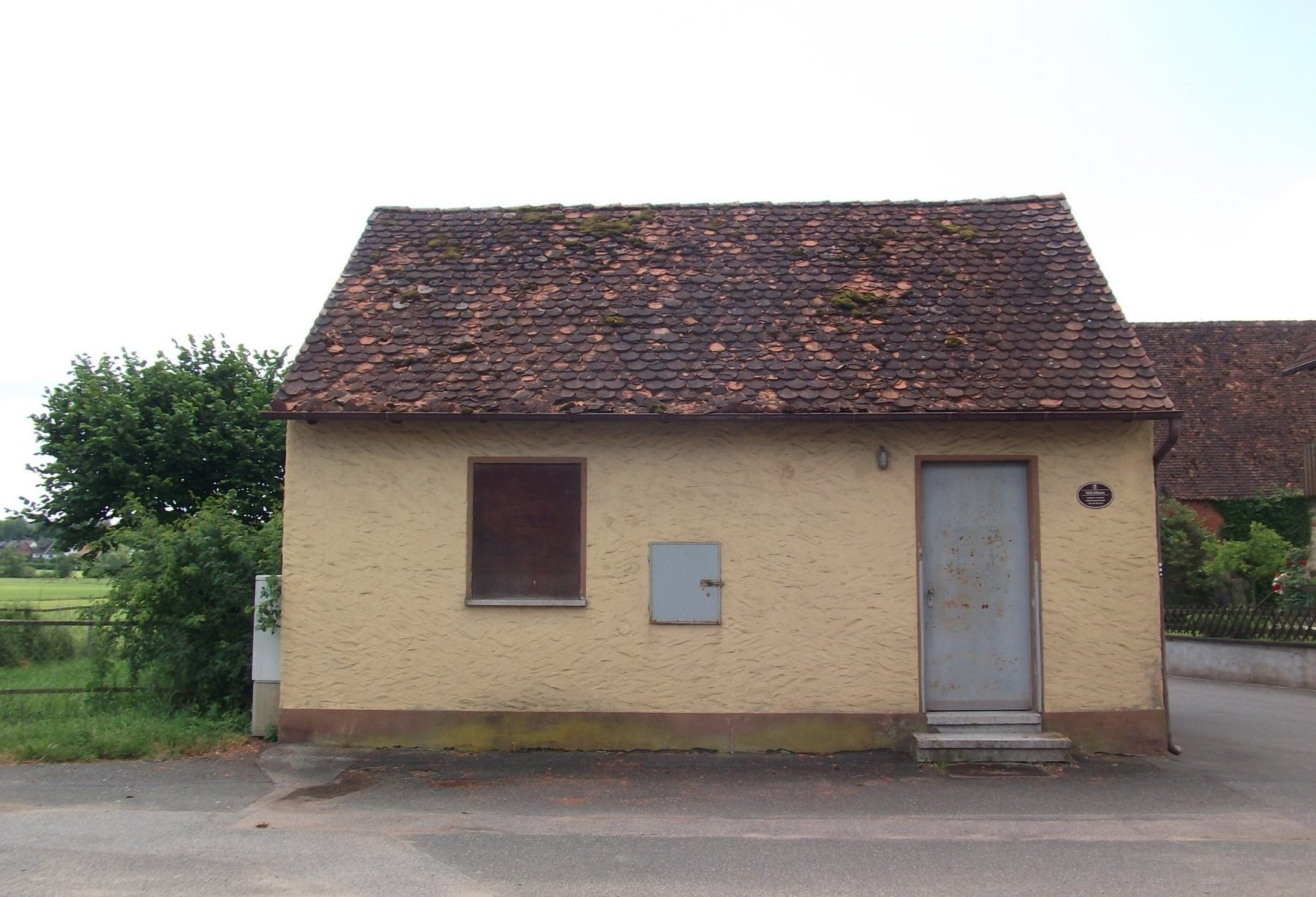
Das alte Milchhaus in Retzelfembach

Retzelfembach (fränkisch: Redslfemba) ist ein Gemeindeteil der Gemeinde Veitsbronn im Landkreis Fürth (Mittelfranken, Bayern). Retzelfembach liegt in der Gemarkung Tuchenbach.

## Geographie
Das Dorf liegt am Fembach, der 200 Meter weiter südöstlich als linker Zufluss in die Zenn mündet. Im Westen liegt der Puschendorfer Grund und der Winterranken, im Norden der Kühberg und im Nordosten das Bösfeld. Gemeindeverbindungsstraßen führen nach Veitsbronn zur Kreisstraße FÜ 8 (1,7 km östlich), nach Raindorf zur FÜ 17 (0,7 km südwestlich) und die FÜ 7 kreuzend nach Tuchenbach zur FÜ 8 (2,4 km nördlich). Ein Wirtschaftsweg führt nach Puschendorf (2 km nordwestlich).

## Geschichte
Der Ort wurde 1396 im Berg’schen Reichslehenbuch als „Nidernvembach“ und als „Retzelvembach“ erstmals urkundlich erwähnt. Grundwort des Ortsnamens ist der Gewässername Fembach, der Sumpfbach bedeutet, Bestimmungswort der Personenname Retzel. Der Ort ist wahrscheinlich ein Ausbauort von Kirchfembach.
Gegen Ende des 18. Jahrhunderts gab es in Retzelfembach 22 Anwesen. Das Hochgericht und die Dorf- und Gemeindeherrschaft übte das brandenburg-ansbachische Stadtvogteiamt Langenzenn aus. Grundherren waren das brandenburg-ansbachischen Kastenamt Cadolzburg (1 Viertelhof, 2 Güter, 2 Häuser, 1 Hirtenhaus), die Herrschaft Burgfarrnbach (1 Hof, 4 Güter), die Reichsstadt Nürnberg: Spitalamt (1 Halbhof), St.-Klara-Klosteramt (1 Gütlein), St.-Klara-und-Pillenreuth-Klosteramt (1 Gut) und Nürnberger Eigenherren: von Fürer (1 Gut), von Haller (1 Gut), von Imhoff (1 Gut), von Oelhafen (1 Hof, 2 Halbhöfe, 1 Gut, 1 Haus).
Von 1797 bis 1808 unterstand der Ort dem Justiz- und Kammeramt Cadolzburg. Im Rahmen des Gemeindeedikts wurde Retzelfembach dem 1808 gebildeten Steuerdistrikt Veitsbronn zugeordnet. Es gehörte der im selben Jahr gebildeten Ruralgemeinde Tuchenbach an. In der freiwilligen Gerichtsbarkeit unterstanden 7 Anwesen von 1821 bis 1848 dem Patrimonialgericht Buchschwabach, 6 Anwesen bis 1848 dem Patrimonialgericht Burgfarrnbach, 1 Anwesen von 1822 bis 1848 dem Patrimonialgericht von Scheurl zu Fischbach und 1 Anwesen bis 1812 dem Patrimonialgericht von Imhoff.
Am 1. Januar 1980 wurde Retzelfembach mit damals etwa 350 Einwohnern nach einer Bürgerbefragung von Tuchenbach nach Veitsbronn umgegliedert.

### Ehemaliges Baudenkmal
- Haus Nr. 13: erdgeschossiges Wohnstallhaus, Anfang des 19. Jahrhunderts, massiv und verputzt; dreigeschossiger Straßengiebel mit regelmäßiger Fensteranordnung. Der Bau ist ein besseres Beispiel der für die Gegend typischen und im Ort noch durch die mit Nr. 4, 5, 10 und 18 vertretenen Bauernhäuser von um 1800 und aus der ersten Hälfte des 19. Jahrhunderts.[12]

### Einwohnerentwicklung
| Jahr      | 001818 | 001840 | 001861 | 001871 | 001885 | 001900 | 001925 | 001950 | 001961 | 001970 | 001987 | 002022 |
| Einwohner | 154    | 191    | 201    | 197    | 208    | 221    | 206    | 303    | 283    | 347    | 398    | 453    |
| Häuser    | 26     | 29     |        |        | 33     | 32     | 34     | 38     | 51     |        | 95     |        |
| Quelle    | [ 14 ] | [ 15 ] | [ 16 ] | [ 17 ] | [ 18 ] | [ 19 ] | [ 20 ] | [ 21 ] | [ 22 ] | [ 23 ] | [ 24 ] | [ 2 ]  |

## Wanderwege
Durch Retzelfembach verläuft der Fernwanderweg Ansbacher Weg.

## Religion
Der Ort ist seit der Reformation evangelisch-lutherisch geprägt und bis heute nach St. Veit (Veitsbronn) gepfarrt. Die Einwohner römisch-katholischer Konfession sind nach Heilig Geist (Veitsbronn) gepfarrt.